# グリヴォーラ
グリヴォーラ（伊: Grivola）は、イタリア北西部のヴァッレ・ダオスタ州にあるグラン・パラディーゾ山塊 (it:Massiccio del Gran Paradiso) の山。
1859年8月23日、登山家のJ.Ormsby, R.Bruce, Ambroise Dayné, Z.Cachat, J.Tairrazが初登頂した。

## 山小屋
- ヴィットーリオ・エマヌエーレ2世の山小屋　it:Rifugio Vittorio Emanuele II (2,732m)